# Zhang Shuo (gymnastique)
Pour les articles homonymes, voir Zhang et Zhang Shuo.
Dans ce nom chinois, le nom de famille, Zhang, précède le nom personnel.
Zhang Shuo (née le 5 janvier 1984 à Shenyang) est une gymnaste rythmique chinoise.

## Biographie
Après une sixième place en 2004 à Athènes, Zhang Shuo remporte aux Jeux olympiques d'été de 2008 à Pékin la médaille d'argent par équipe avec Chou Tao, Lu Yuanyang, Cai Tongtong, Sui Jianshuang et Sun Dan.

## Palmarès

### Jeux olympiques
- Pékin 2008
  -  médaille d'argent par équipe.